# Hypidota neurias
Hypidota neurias là một loài bướm đêm thuộc phân họ Arctiinae, họ Erebidae.